# Pavličevo sedlo
Pavlíčevo sedlo (tudi Pavlíčev vrh) je 1339 mnm visok prelaz v Kamniško-Savinjskih Alpah na orografski meji s Karavankami.
Na Pavličevem vrhu ali sedlu, ki je svoje ime dobil po kmetu Pavliču, teče državna in nekdanja deželna koroško-štajerska meja, tu se orografsko tudi končujejo Kamniško-Savinjske Alpe.

## Lega
Dostop na prelaz je po cesti iz Logarske doline. Od Doma sester Logar na koncu doline se s severa odpira dolina Matkovega kota. Po spodnjem delu doline se vije cesta skozi Matkov kot proti Pavličevemu sedlu (okoli 7,5 km), kjer je do noči iz 20.12.2007 na 21.12.2007, ko je bila Slovenija sprejeta v schengenski prostor, stal mejni prehod z Avstrijo, ki je sedaj opuščen. 
Tu čez je bil v preteklosti glavni prehod Solčavcev, ko so upravno še pripadali Železni Kapli. Šele z dograditvijo ceste iz Luč po debrski dolini leta 1894 je postal povezan S Savinjsko dolino. Samotne kmetije so nastale v poznem srednjem veku in imajo obliko celka. Območje je redko poseljeno, ljudje se preživljajo z gozdom in zadnje čase s turizmom.
Cesta se iz prelaza v dolžini okoli 5 km nadaljuje mimo kmetije Zgornji Pavlič (1099 mnm) od tam do domačije Spodnji Pavlič (nem. Paulitschvilla, 797 mnm) kjer se priključi cesti, ki povezuje Železno Kaplo z Belo (nem. Vellach) s prelazom Jezerski vrh.
Pavličevo sedlo sodi v Karavanško pogorje, ozemlje v trikotniku med Solčavo, Pavličevim sedlom in Olševo se odmaka v Savinjo. Geološko območje sestavljajo apnenci (Pavličeve stene), vzhodno od sedla je nekaj glinastega skrilavca in peščenjaka.

## Turizem
Pavličevo sedlo je prvovrstna kolesarska destinacija, saj preko njega potekajo številna kolesarska tekmovanja, priljubljen pa je tudi med rekreativnimi kolesarji. Prav iz sedla poteka nekaj manj znanih pohodniških poti po mejnem grebenu, ki sledijo graničarskim potem.